# نفرین برنده
در یک حراجی روند کار این‌گونه است که افراد ابتدا ارزش شیء را پیش‌بینی می‌کنند و بعد بنابراین که شیء چه ارزشی برای آن‌ها دارد، قیمتی را پیشنهاد می‌کنند. طبعاً برای این که فرد ضرر نکند، قیمتی کمتر از ارزش پیش‌بینی شده توسط خودش را پیشنهاد می‌کند. نفرین برنده پدیده‌ای است که می‌تواند در حراج‌هایی با اطلاعات ناقص اتفاق بیفتد. نفرین برنده اشاره به ضرر یا سود کمتر از انتظار برندهٔ حراج دارد. در صورتی که تخمین برنده از ارزش کالا بیشتر از ارزش واقعی آن باشد، سود برنده کمتر از انتظار او خواهد بود و حتی ممکن است متضرر بشود. به این ضرر یا سود کمتر از انتظار فرد برنده نفرین برنده گفته می‌شود. نفرین برنده زمانی شدت می‌گیرد که ارزش کالا برای شرکت‌کنندگان در حراج یکسان باشد اما هیچ‌کدام ارزش دقیق کالا را ندانند. در این صورت احتمالاً به دلیل قانون اعداد بزرگ، میانگین قیمت پیشنهادی افراد نزدیک به ارزش واقعی کالا است. در چنین شرایطی برنده کسی است که قیمتی بیشتر از ارزش واقعی کالا پیشنهاد داده باشد و این باعث می‌شود برنده ضرر کند یا سودی کمتر از آنچه انتظارش را داشت ببرد.
مثلاً در صورتی که یک ظرف پر از سکه حراج شود، ارزش هر سکه برای پیشنهادهندگان یکسان است؛ ولی هر یک درک متفاوتی راجع به تعداد سکه‌ها دارند. تجربه نشان داده‌است که میانگین پیشنهادها تقریباً برابر با ارزش واقعی شیء است. حال اگر برندهٔ حراجی کسی باشد که بیشترین پیشنهاد را ارائه می‌کند، او پیشنهادی بالاتر از میانگین و طبعاً ارزش واقعی ظرف سکه‌ها ارائه کرده‌است و مورد نفرین واقع شده‌است.

## تاریخچه
در سال ۱۹۷۱ کیپن، کلپ و کمپبل سه مهندس نفت با انتشار مقاله‌ای مدعی شدند که شرکت‌های نفتی سال به سال بازگشت سرمایهٔ کمتری را در حراج‌های نفتی OCS تجربه می‌کنند. این حراج‌ها حراج‌های مقدار مشترک هستند (ارزش نفت درون چاه‌ها برای همهٔ شرکت‌کنندگان در حراج برابر است) در زمان حراج هر شرکت‌کننده تخمینی از ارزش نادانستهٔ میدان نفتی دارد و حتی اگر امید ریاضی تخمین شرکت‌کننده برابر ارزش واقعی باشد، شرکت‌کننده باید اطلاعاتی که از بردن حراج به دست می‌آورد را در نظر بگیرد. یعنی بردن حراج به این معناست که تخمین شرکت‌کننده بیشترین تخمین بوده‌است و در صورتی که شرکت‌کننده اطلاعات ذکر شده را در نظر نگرفته باشد، احتمالاً تخمین او بیشتر از ارزش واقعی میدان نفتی بوده‌است؛ پس احتمالاً سودی کمتر از انتظار یا ضرر را تجربه خواهد کرد.
به دلیل واریانس موجود در تخمین، برنده شدن در حراج هم‌ارز با دست بالا گرفتن ارزش کالا و در ادامه ضرر یا سود کمتر از حد انتظار است. برنده شدن و در عین حال ضرر کردن همان نفرین برنده است.
در گذر زمان موارد متعددی در زمینه‌های گوناگون به نفرین برنده ربط داده شده‌اند، حقوق نشر کتاب، تلاش شرکت‌ها برای کسب بازار و حراج‌های مسکن. اما این موارد همواره با تردیدها و انتقادات دیگر اقتصاددانان همراه بوده‌است.

## توصیف
در یک حراجی با ارزش مشترک، شیء به حراج گذاشته شده، ارزش تقریباً یکسانی برای همهٔ پیشنهاد دهندگان دارد ولی پیشنهاد دهندگان ارزش شیء در بازار را در زمانی که پیشنهاد می‌دهند نمی‌دانند و هر بازیکن به‌طور مستقل قبل از ارائهٔ پیشنهاد خود ارزش آن را تخمین می‌زند. برنده در یک حراجی کسی است که بالاترین پیشنهاد را ارائه می‌کند.
حال از آنجایی که شیء به حراج گذاشته شده تقریباً ارزش یکسانی برای همهٔ پیشنهاددهندگان دارد، تخمینی که هر یک از آن‌ها از ارزش شیء در بازار دارند تعیین‌کننده است و برنده کسی است که بالاترین تخمین را دارد. حال اگر فرض کنیم که میانگین مقدار پیش‌بینی شده توسط پیشنهاددهندگان برابر ارزش دقیق شیء باشد، شخصی که بالاترین پیشنهاد را ارائه کرده‌است ارزش بیشتری را از ارزش واقعی شیء پیشنهاد کرده و مجبور است بیشتر از ارزش شیء پرداخت کند.
هر چه تعداد کسانی که پیشنهاد ارائه می‌کنند بیشتر باشد، احتمال وجود برندهٔ بدشانس بالاتر می‌رود؛ زیرا هرچه تعداد پیشنهاددهندگان بیشتر باشد، احتمال این که شخصی وجود داشته باشد که قیمتی بالاتر از ارزش واقعی شیء را پیشنهاد کند بیشتر می‌شود.

## بیان ریاضی
همان‌طور که اشاره شد، نفرین برنده مفهومی است که بیشتر در بستر حراج‌های مقدار مشترک معنا می‌گیرد، حراج‌هایی که در آن ارزش کالایی که به حراج گذاشته می‌شود برای همه یکسان است، اما هیچ‌کس ارزش دقیق کالا را نمی‌داند و عدد پیشنهادی او، تخمین او از ارزش کالاست. تخمین ارزش از مواردی است که خرد جمعی در مورد آن صادق است(تخمین‌گر برابر ارزش واقعی کالا به علاوهٔ نویزی با میانگین صفر است) پس میانگین تخمین شرکت‌کنندگان حراج عددی نزدیک به ارزش واقعی کالا است. به عبارت دیگر متغیر تصادفی پیشنهاد شرکت‌کنندگان در حراج به صورت تقریبی توزیعی با میانگین ارزش واقعی کالا دارد. البته ارزش واقعی همواره نزدیک به میانگین نیست؛ مثلاً در حالتی که برخی از شرکت‌کنندگان در حراج اطلاعات بیشتری از دیگران در مورد ارزش واقعی کالا داشته باشند.
از آنجا که در مورد ارزش واقعی کالا اطمینانی وجود ندارد، می‌توان آن را به صورت احتمالاتی مدل کرد و به جای سود هرکس باید از امید ریاضی سود او صحبت کرد. پیروزی یک نفر در مسابقه در مورد ارزش واقعی کالا اطلاعاتی در اختیار ما قرار می‌دهد و اطلاعات در مورد ارزش واقعی کالا معادل اطلاعات در مورد سود فرد است. در واقع شرکت‌کنندگان در حراج عموماً تلاش می‌کنند امید ریاضی سود خود را بیشینه کنند، در حالی که چیزی که در نهایت به آنان تعلق می‌گیرد امید ریاضی سود آنان به شرط پیروزی است. برای پیش‌گیری از رخ دادن نفرین برنده بهتر است شرکت‌کننده سعی در بیشینه‌سازی تابع امید ریاضی سود به شرط پیروزی داشته باشد؛ زیرا امید ریاضی سود شرکت‌کننده برای تخمین واقعی او از قیمت کالا منفی است.
علت وقوع نفرین برنده احتمال بیشتر پیروزی کسی که تخمین دست بالا می‌زند است، نسبت به کسی که تخمین دست پایین می‌زند (زیرا برنده کسی است که بیشترین قیمت را پیشنهاد داده باشد) این احتمال بیشتر موجب می‌شود تخمین فرد پیروز در بسیاری از موارد بیشتر از ارزش واقعی کالا بوده باشد که ضرر یا سودی کمتر از انتظار را در پی دارد.
همچنین هر چه تعداد شرکت‌کنندگان در حراج بیشتر شود، افراد زودتر و راحت‌تر از رقابت بر سر قیمت کنار می‌کشند و در نهایت میانگین قیمت پیشنهادی افراد کمتر می‌شود. علت این امر پیشنهاد قیمت‌های محافظه‌کارانهٔ شرکت‌کنندگان در حضور دیگران است. هرچه تعداد افراد بیشتر باشد احتمال اینکه شرکت‌کننده‌ای تخمین بیشتر از ارزش واقعی کالا و با اختلاف زیاد از آن بزند بیشتر می‌شود، پس با افزایش تعداد شرکت‌کنندگان حراج هزینهٔ نفرین برنده نیز بیشتر می‌شود.

## مثال
فرض کنید ۲ شرکت می‌خواهند برای گرفتن حق استخراج یک معدن نفت در یک حراجی شرکت کنند. تجربه نشان داده‌است که با احتمال به ترتیب ۲۵، ۵۰ و ۲۵ درصد ارزش این حق برابر با ۱۰، ۲۰ و ۳۰ میلیون دلار است.
هر شرکت برای تخمین ارزش زمین یک دستگاه می‌خرد ولی این دستگاه فقط به‌طور کیفی با شروط ذیل ارزش زمین را {زیاد} یا {کم} تخمین می‌زند.
- اگر ارزش زمین ۱۰ میلیون دلار باشد، تخمین‌گران هر دو شرکت ارزش زمین را {کم} تخمین می‌زنند.
- اگر ارزش زمین ۲۰ میلیون دلار باشد، تخمین‌گران دو شرکت به ترتیب ارزش زمین {کم}{زیاد} یا {زیاد}{کم} را با احتمال برابر تخمین می‌زنند.
- اگر ارزش زمین ۳۰ میلیون دلار باشد، تخمین گران هر دو شرکت ارزش زمین را {زیاد} تخمین می‌زنند.

استفاده از این تخمین‌گرها هزینه‌بر است و دو شرکت تنها یک بار می‌توانند از آن استفاده کنند؛ در حالی که اگر نتیجهٔ تخمین را با هم به اشتراک بگذارند، می‌توانند ارزش دقیق زمین را بفهمند، ولی چون رقیب هم هستند از این کار اجتناب می‌کنند. با این حال از روی احتمالات و مکانیزم می‌توان فهمید که {کم} به معنای این است که ارزش زمین با احتمال برابر ۱۰ یا ۲۰ میلیون دلار است و به‌طور مشابه {زیاد} به معنای این است که ارزش زمین با احتمال برابر ۲۰ یا ۳۰ میلیون دلار است.
هر شرکت باید بر اساس امید ریاضی ارزش زمین یک پیشنهاد ارائه کند که برای {کم}، ۱۵ میلیون دلار و برای {زیاد}، ۲۵ میلیون دلار است.
حال فرض کنید شرکت اول {کم} را توسط تخمین‌گرش مشاهده کند. حال پس از ارائهٔ پیشنهاد ۱۵ میلیونی امید ریاضی درآمدش چقدر است؟ این بستگی به پیشنهاد رقیب دارد که ۱۵ یا ۲۵ است. اگر پیشنهاد رقیب ۲۵ باشد، نفر اول حراجی را می‌بازد و درآمدش صفر می‌شود. اگر رقیب ۱۵ پیشنهاد کند با هم مساوی می‌شوند و این بدان معناست که تخمین‌گر نفر دوم هم {کم} را مشخص کرده‌است و چون هر دو تخمین‌گر {کم} را مشخص کرده‌اند پس ارزش زمین ۱۰ میلیون دلار است. پس هر ۲ شرکت ۵ میلیون دلار بیش‌تر از ارزش زمین را پیشنهاد کرده‌اند و اگر فرض کنیم که در حالت برابر بودن پیشنهادات به‌طور تصادفی زمین به یکی از دو شرکت برسد، پیشنهادکننده به‌طور متوسط ۱٫۲۵ میلیون دلار ضرر کرده و این‌جا نفرین برنده داریم.
استدلال مشابهی نشان می‌دهد که برنده با ارائهٔ پیشنهاد ۲۵ در صورت مشاهدهٔ {زیاد}، به صورت میانگین ضرر خواهد کرد.

## یافتن مصادیق نفرین برنده در دنیای واقعی
تأیید ادعاهای نفرین برنده بودن مسائل مختلف در دنیای واقعی به علت وجود توضیحات متعدد و قابل اتکا نبودن داده‌های موجود به شدت مشکل است. برای مثال، در مورد برخی میدان‌های نفتی نشان داده شده‌است که میانگین سود در حراج‌هایی با هفت یا بیشتر شرکت‌کننده منفی بوده‌است. در این مورد، اختلاف اطلاعات شرکت‌کنندگان در حراج و فروشندگان در مورد کالا را که با افزایش تعداد شرکت‌کنندگان افزایش می‌یابد و تعداد شرکت‌کنندگان بیش از تخمین‌شرکت‌کنندگان را به عنوان توجیهی برای این مسئله پیشنهاد داده‌اند.
مبهم بودن ذاتی اطلاعات میدانی در کنار گنگی مفهوم نفرین برنده، تحقیقات در این مورد را به سمت آزمایشگاه‌ها سوق داده‌است.

## آزمایش
آزمایش‌های متعدی در مورد نفرین برنده انجام شده‌است. اولین آزمایش در این زمینه در سال ۱۹۸۳ توسط بازرمن و سموئلسن صورت گرفته‌است. این آزمایش به شرح زیر بر روی ۴ تا ۲۶ دانشجوی MBA دانشگاه بوستون در کلاس صورت گرفته:
دانشجویان در چهار حراج اولین قیمت مخفی شرکت کردند. هر شرکت‌کننده قیمت پیشنهادی خود برای چهار چیز را اعلام کرد: شیشه‌ای محتوی ۸۰۰ پنی، شیشه‌ای محتوی ۱۶۰ نیکل، شیشه‌ای محتوی ۲۰۰ گیره کاغذ ۴ سنتی و شیشه‌ای محتوی ۴۰۰ گیره کاغذ ۲ سنتی. ارزش هر ظرف برابر ۸ دلار بود و ارزش ظرف‌ها در اختیار شرکت‌کنندگاه قرار نگرفته بود. علاوهٔ بر قیمت پیشنهادی، هرکس تخمین خود از ارزش را نیز اعلام کرد و برای نزدیک‌ترین تخمین دو دلار جایزه در نظر گرفته شد. میانگین قیمت تخمین ارزش شرکت‌کنندگان برابر ۵٫۱۳ دلار بود که از مقدار ارزش واقعی کمتر و است و به نظر باید باعث شود احتمال و مقدار نفرین برنده کاهش پیدا کند اما میانگین پیشنهاد برنده برابر ۱۰٫۰۱ دلار بوده‌است که ضرر متوسطی به مقدار ۲٫۰۱ دلار را به دنبال می‌آورد. بررسی‌های آماری نشان می‌دهند قیمت پیشنهادی افراد در ارتباط نزدیک با تخمین آن‌ها از ارزش کالا است. نتیجتاً نفرین برنده پدیده‌ای است که به سادگی قابل در آزمایشگاه قابل مشاهده است.

## راه حل برای پیش‌گیری از پدیدهٔ نفرین برنده
نفرین برنده به علت بیشینه کردن امید ریاضی سود فرد به جای بیشینه کردن امید ریاضی سود فرد به شرط پیروزی اتفاق می‌افتد. راه حل مناسب برای پیش‌گیری از رخ دادن نفرین برنده پیشنهاد دادن قیمتی کمتر از تخمین ارزش کالا است که برابر با باور آنان در مورد ارزش کالا بعد از پایان حراج است. در واقع پیروزی در مزایده خبر بدی برای پیشنهاددهنده است، زیرا به این معنا است که برآورد او از ارزش کالا بیشتر از ارزش واقعی آن بوده‌است. شرکت‌کنندگان حرفه‌ای همواره عددی پایین‌تر از براوردشان از ارزش کالا را اعلام می‌کنند. این کار سایه‌زدن نام دارد.
البته نفرین برنده در تمامی حراج‌ها رخ نمی‌دهد و همواره نیاز به پیش‌گیری از آن نیست. برای مثال در حراج‌هایی که کالای به حراج گذاشته شده برای شرکت کنندگان ارزش شخصی دارد، دیگر مقدار مشترک برای ارزش کالا معنی ندارد و در نتیجه نفرین برنده اتفاق نمی‌افتد.